# Heinrich Wilhelm

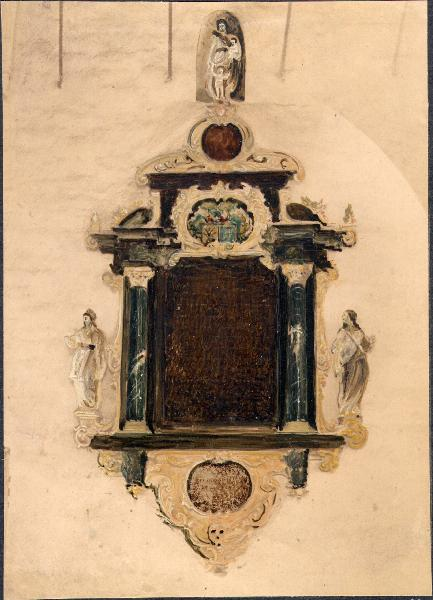
Epitafiet i Mariakyrkan, Sigtuna över krigskommissarien och riksrådet Måns Mårtensson Palm finns inmurat i södra långhusväggen. Måns Mårtensson Palm representerade Sverige vid Freden i Stolbova 1617. Monumentet höggs i början av 1640-talet, eventuellt i skulptören Heinrich Wilhelms verkstad.

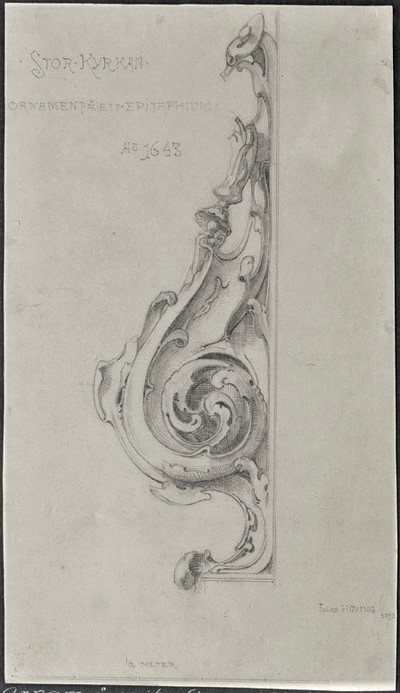
Blyertsteckning av Folke Hoving från 1893 över detalj av Axel Oxenstiernas barns epitafium skulpterad av Heinrich Wilhelm i Storkyrkan i Stockholm, 1643.

Heinrich (Hindrich) Wilhelm, död 3 april 1652, var en tysk bildhuggare, tecknare och arkitekt från Hamburg, verksam i Sverige.
Wilhelm var verksam i Hamburg omkring 1620 och baserat på den virtuosa behärskningen av sin teknik vid marmor och alabasterarbeten antar man att han fått sin skolning  från någon av de nederländska alabasterbildhuggarna som var verksamma i Nordtyskland i början av 1600-talet. Han är möjligen identisk med en Medister Heinrichsom var verksam som huvudmedarbetare i Henni Heidtriders verkstad i Kiel. Wilhelm blev en ansedd frimästare i Hamburg som kunde arbeta obunden av skråbestämmelserna. Man antar att hans tyska produktion var omfattande men det enda arbete som man med säkerhet kan koppla till honom i Tyskland är ett altarverk i Nikolaikyrkan i Elmshorn som han utförde omkring 1640 men blev förstört 1657. Altaruppsatsens utförande och utseende kan man få en viss vägledning om genom bevarade skisser och kontraktet som upprättades mellan Wilhelm och kyrkan.
Av hans svenska arbeten har de flesta tillkommit genom beställning av rikskanslern Axel Oxenstierna och honom närstående kretsar inom högadeln. Man vet att Oxenstierna gjorde utbetalningar till Hamburg 1638 och 1640 för skulpturarbeten utförda i Tyskland. Troligtvis var det dellikvider till ett epitafium över Oxenstiernas barn Achtius, Maria och Gabriel som det arbetas med under många år vid Wilhelms verkstad i Hamburg. När epitafiet är klart kommer Wilhelms verkstadsgesäll Jürgen Meintz till Stockholm och utför uppmonteringen i Stockholms Storkyrka 1643. Ytterligare två epitafier beställdes i Tyskland 1644 över Johan Mornay och Johan Gabrielsson Oxenstierna som monteras av Jurgen Meintz i Riddarholmskyrkan 1647.
Bland hans andra verkstadsarbeten i Hamburg finns det uppställda gravmonumentet över riksdrotsen Gabriel Gustafsson Oxenstierna i Tyresö kyrka som monterades av Meintz före Wilhelms ankomst till Sverige 1646. Axel Oxenstierna förhörde sig 1643 genom sitt ombud i Hamburg skeppskaptenen Christian Jenner om Wilhelm var en lämplig kraft för att leda arbetet för Riddarhusbygget i Stockholm och under hösten tecknades ett kontrakt om att Wilhelm skulle vara arkitekt, men han inställde sig först 1646. Med biträde av en rad hambårgske gesäller kom han att leda verksamheten från byggets start 1648 fram till sin död.
I tävlan med Nicodemus Tessin presenterade han sina ritningar och en trämodell för riksmötet 1647. I bevarade ritningar framgår det att han anknutit till Simon de la Vallées tidigare Riddarhusprojekt men avvikit från denna genom ytterdekorationen, som han gav en mer fri skulptural utformning. På det nuvarande Riddarhuset är det dock bara fönstren som har skulpturdekorationer som överensstämmer med ritningarna.
Parallellt med arbetet på Riddarhuset fortsatte Wilhelm med att tillverka epitafier för högadeln. Bland annat utförde han tillsammans med Meintz ett gravmonument över riksrådet Johan Adler Salvius, som uppmonterades i Stockholms Storkyrka och han kontrakterades 1648 av Axel Oxenstierna att utföra fyra påkostade och rikt figurprydda epitafier över Oxenstierna själv och hans hustru, över hennes föräldrar, hans barn samt syskon till Jäders kyrka. Trots biträde av gesällerna Meintz och Esaias Bodt drog arbetet ut på tiden och ett år efter mästarens död arbetade Bodt fortfarande med uppsättningen.
Under arbete under sina sista levnadsår var även epitafiet över Ebba Lewenhaupt, och hennes framlidna makar samt epitafiet över medlemmar av ätten Sture som skulle uppmonteras i Uppsala domkyrka, den färdigställdes troligen av Meintz, som utförde uppmonteringen omkring 1660. Heinrich Wilhelm tillskrivs även epitafium i Öja kyrka, Österåkers kyrka och Mariakyrkan samt ytterligare arbeten där övertygande bevisning saknas, bland annat ett gravmonument över general Torsten Stålhandske i Åbo domkyrka. 
Även om Wilhelm var verksam som både arkitekt och bildhuggare i Sverige så tog arkitektverksamheten vid Riddarhusbygget det mesta av hans tid, men det är uppenbart att det var skulpturen som främst intresserade honom och inom den framför allt det ornamentala. Som brukligt var använde han sig i stor utsträckning av mönsterförlagor och man kan se att han flitigt har använt sig av Godtfridt Müllers 1621 utgivna mönsterförlagor i kopparsticksverket Compertament Bvchlein.